# Pedicularis cranolopha
Pedicularis cranolopha är en snyltrotsväxtart som beskrevs av Carl Maximowicz. Pedicularis cranolopha ingår i släktet spiror, och familjen snyltrotsväxter.

## Underarter
Arten delas in i följande underarter:
- P. c. garnieri
- P. c. longicornuta